# La Patrie des frères Werner
La patrie des frères Werner est une bande dessinée scénarisée par Philippe Collin et illustrée par Sébastien Goethals, sortie en 2020.

## Synopsis
La Patrie des frères Werner met en scène une fresque européenne des trente années d’après-guerre en Allemagne, depuis l’entrée des troupes soviétiques dans un Berlin détruit en mai 1945, jusqu’à la Coupe du monde de football 1974.
Elle raconte l’histoire de deux frères, Konrad et Andreas, deux jeunes orphelins juifs de la Seconde Guerre mondiale qui vont travailler pour la Stasi, la police d’Allemagne de l’Est. Ils vont être séparés à l’adolescence en 1962 : Konrad partira pour l'Ouest, Andrea restera à l'Est. Chacun sera ainsi infiltré de chaque côté du mur. En juin 1974, le jeune Andreas revoit son aîné, passé à l’Ouest depuis 12 ans. Il lui confie ses doutes et son désir de fuir. Konrad vit dans le confort d’une société capitaliste. Son cadet connait l’austérité et la peur.
C’est également l’histoire de deux Allemagne, la RFA et la RDA, qui vont s’affronter un jour de 1974 à Hambourg, dans un match de football qui sera une vitrine de la guerre froide.

## Personnages
- Konrad Werner : travaillant à la Stasi, il connaît la promotion suprême et est envoyé à l'Ouest en RFA. Il vit dans le confort d’une société capitaliste avec en tête le romantisme du communisme. En 1974, il est infiltré depuis des mois dans le staff de l’équipe de football de la RFA.
- Andreas Werner : son cadet, va infiltrer la fédération est-allemande d’athlétisme pour empêcher les sportifs est-allemands de haut niveau de passer à l’Ouest. Il connait l’austérité et la peur. En 1974, il est intégré comme kinésithérapeute dans la délégation de l’équipe de football de la RDA, chargé de surveiller les candidats à la défection.
- Le colonel Gronau : chef de la Stasi, il enrôle les deux orphelins pour rejoindre le combat socialiste au profit de la RDA.
- Paul Breitner : il est le milieu de terrain de la RFA et tente de négocier avec la fédération ouest-allemande une prime de 100 000 DM. Il représente un football romantique face au Kaiser Franz Beckenbauer avec qui il aura d'incessantes prises de becs.
- Jürgen Sparwasser : il est le solide attaquant de l’équipe est-allemande. Un peu rebelle, il deviendra un héros national en inscrivant le but de la victoire historique.

## Auteurs
Philippe Collin est titulaire d'une maîtrise d'histoire contemporaine consacrée à l'épuration des collaborateurs à la Libération. Producteur de radio, auteur et journaliste, il a animé entre 2015 et 2021 sur France Inter une émission hebdomadaire dite « d’esprit et de sport » intitulée L’Œil du tigre. Il signe le scénario de cette bande dessinée, assisté de Sébastien Goethals qui officie également en tant qu’illustrateur.
Dessinateur et auteur de bande dessinée, Sébastien Goethals est connu pour son travail d’adaptation de polar et de récits de genre, notamment Le Temps des sauvages, d’après le roman de Thomas Gunzig, Manuel de survie à l'usage des incapables.
En fin d'album, un dossier historique de Fabien Archambault, qui rédige l'ouvrage Le football des nations, des terrains de jeu aux communautés imaginées, apporte un éclairage complet à cette époque.
En 2018, le duo avait déjà réalisé Le Voyage de Marcel Grob dans la même collection. Et en 2024, ils collaborent à nouveau ensemble en réalisant L'Escamoteur, un polar politique en BD dans la France des années 1970.

## Analyse
Selon le site Radio France, le livre revient sur une époque de l'Histoire, celle d’une Europe tiraillée par les idéologies. C’est l’histoire d’une réconciliation fraternelle, c’est l’histoire de la construction de l’Europe.
Philippe Collin confie en interview à ZOO, un media web et papier dans le domaine de la bande dessinée, qu'après un premier volet consacré à une jeunesse européenne kidnappée par le nazisme, Sébastien Goethals et lui ont eu très vite la volonté de faire un deuxième volet qui raconte une autre jeunesse européenne, cette fois-ci façonnée par le communisme. Les auteurs indiquent également le besoin d’écrire sur la fraternité (« un frangin c'est ce qu'on a de plus précieux dans la vie ») et la place qu’on occupe dans une fratrie selon son rang. Ils précisent également que « le sport est un bon  prétexte à raconter des histoires, en particulier l'histoire du XXe siècle. C'est toujours efficace et jubilatoire de prendre le sport pour lui faire raconter la vie politique, sociale et culturelle ». Enfin, il est rappelé qu'en 1945, il y a deux millions d'orphelins en Allemagne et comme le pays est en ruine, il n'y a aucune structure pour recueillir ces enfants-loups.
Dans Caviar, magazine consacré au meilleur du ballon rond comme fait social et sociétal, de la mode à la géopolitique, Philippe Collin évoque, à travers cette bande dessinée, sa passion pour l’Histoire du sport ainsi que tous les enjeux de ce match RDA-RFA qui revêtait une importance capitale en 1974, notamment pour les dirigeants politiques de la RDA qui souhaitaient alors faire du football un moyen de mettre en valeur le modèle communiste face au capitalisme promu en RFA. Erich Honecker, qui dirige l’Allemagne de l’Est d’une main de fer, lance "l’opération cuir" qui consiste à infiltrer les deux équipes pour peser sur le résultat de la rencontre.Helmut Schön, l'entraîneur ouest-allemand galvanise ses joueurs : (« Gagner c'est prouver la suprématie de notre mode de vie. » Enfin, il revient également sur la mouvance de gauche qui va s’emparer du football à l'Ouest avec quelques footballeurs importants qui vont se déclarer comme « travailleurs du foot », à l’image de Paul Breitner ou Johan Cruyff. Le football qui génère de l’argent le doit à ses travailleurs, à savoir les footballeurs ! 
Lors d'une émission A la carte, sur France 24, Sébastien Goethals explique son dessin ainsi que l'alchimie qui a opéré entre le récit et le dessin, notamment par son désir de s'impliquer dans l'écriture. 

## Accueil critique
Le quotidien Libération évoque un un roman graphique passionnant sur le destin personnel de deux frères à l'histoire du sport et à celle de la guerre froide : l'éternel combat du besogneux contre le talentueux sur le terrain et l'impérialisme contre le communisme dans les sphères politiques.
Pour le quotidien Le Figaro, cette bande dessinée représente la guerre froide en 90 minutes de jeu. Le journal souligne que « Philippe Collin intègre ses personnages dans la grande histoire en respectant scrupuleusement les faits ». La fraternité, la trahison, le conflit de loyauté et la dualité sont au coeur de l'album.
Dans le quotidien régional Ouest-France, une attention particulière est portée sur le dessin de Sébastien Goethals qui permet une immersion totale dans le match : « sa prouesse a été de placer son stylo où jamais une caméra n’aurait pu le faire, ce qui nous immerge totalement dans la partie », admire Philippe Collin.
Le quotidien suisse Le Temps s'enthousiasme de la sortie de cet album en s'adressant directement aux auteurs et en soulignant notamment leur don de raconter des histoires.
Le site bédéphile planetebd apprécie le dessin de Sébastien Goethals (« des personnalités aux caractères bien travaillés et aux visages particulièrement expressifs, grâce à un éclairage chromatique bien orchestré » ainsi que le récit qui apporte un éclairage salutaire à cette époque nébuleuse et qui démontre à quel point le sport roi est vecteur d'enjeux politiques.
D'après Cases d'Histoire, spécialisé dans la bande dessinée historique, l'album aborde, avec une recherche rigoureuse et une beauté graphique, « ces années de guerre froide qui illustrent pleinement les soubresauts de l’Histoire entre division et fraternité, espionnage et idéologie, entre football passion et football diplomatique ». Le site souligne une fresque tout aussi poignante que dramatique où se mêlent fiction romanesque et Histoire avec une part fictionnelle qui conserve le degré de vraisemblance nécessaire pour s’intégrer parfaitement au récit véridique.
Le webzine culturel, Benzine relève un scénario bien ficelé et un récit assez classique qui « offre une réflexion intéressante sur la notion d’engagement dans le sport, à une époque où certains sportifs du bloc soviétique étaient tentés de ne pas rentrer au pays après une compétition se déroulant à l’étranger ». En effet, les délégations sportives étaient systématiquement encadrées par des agents de la Stasi afin de prévenir toute fuite.
Un autre webzine culturel, Branchés Culture, note que les auteurs livrent un grand moment de BD et d’Histoire revisitée. Il retient également la beauté du dessin de Sébastien Goethals qui est un des autres points forts de cet album.
Le site culturel Sanctuary souligne un style graphique très juste : le dessin de Sébastien Goethals est d'ordre réaliste avec une volonté de capter au mieux le naturel des expressions des personnages avec différentes palettes tout en bichromie pour donner du rythme et de la personnalité à l'action.
Le blog Ligne Claire de Jean-Laurent Truc indique que les auteurs « replacent dans leur contexte individuel, au quotidien, de façon magistrale, humaine, historique ce que l’on appelé la Guerre froide. Une Europe sur laquelle planait le risque d’une troisième guerre mondiale. »
La critique du site internet BFM TV nous éclaire, avec les précisions de Philppe Collin, en quoi les inégalités ne cessent de se creuser entre l’Europe de l’Ouest et de l’Est, et ce depuis la réunification allemande il y a trente ans. Pour le site, le livre propose un « contre-récit face à la montée des extrêmes, pour retrouver un sens commun face aux fractures qui ne cessent de diviser l’Europe. »
Selon Le Footichiste, site spécialisé en football et cultures populaires, la vérité historique du match de foot est scrupuleusement respectée et ne fait pas d’ombre à la magnifique histoire d’espionnage imaginée par les auteurs. 

### Ventes
Au 10 octobre 2024, le site GfK (https://panelsculture.gfk.com/), le panel consommateurs et distributeurs spécialisé dans les biens culturels, indique 54 375 exemplaires vendus depuis la sortie de l'album en août 2020.